# 蘇鏊
蘇鏊，雲南晉寧州（今晋宁县）人，清朝官員。

## 生平
嘉慶五年（1800年）庚申恩科第一名举人，十九年（1814年）甲戌科進士，道光六年（1826年）接替李振青，擔任台灣府淡水撫民同知。